# Halina Beisertówna

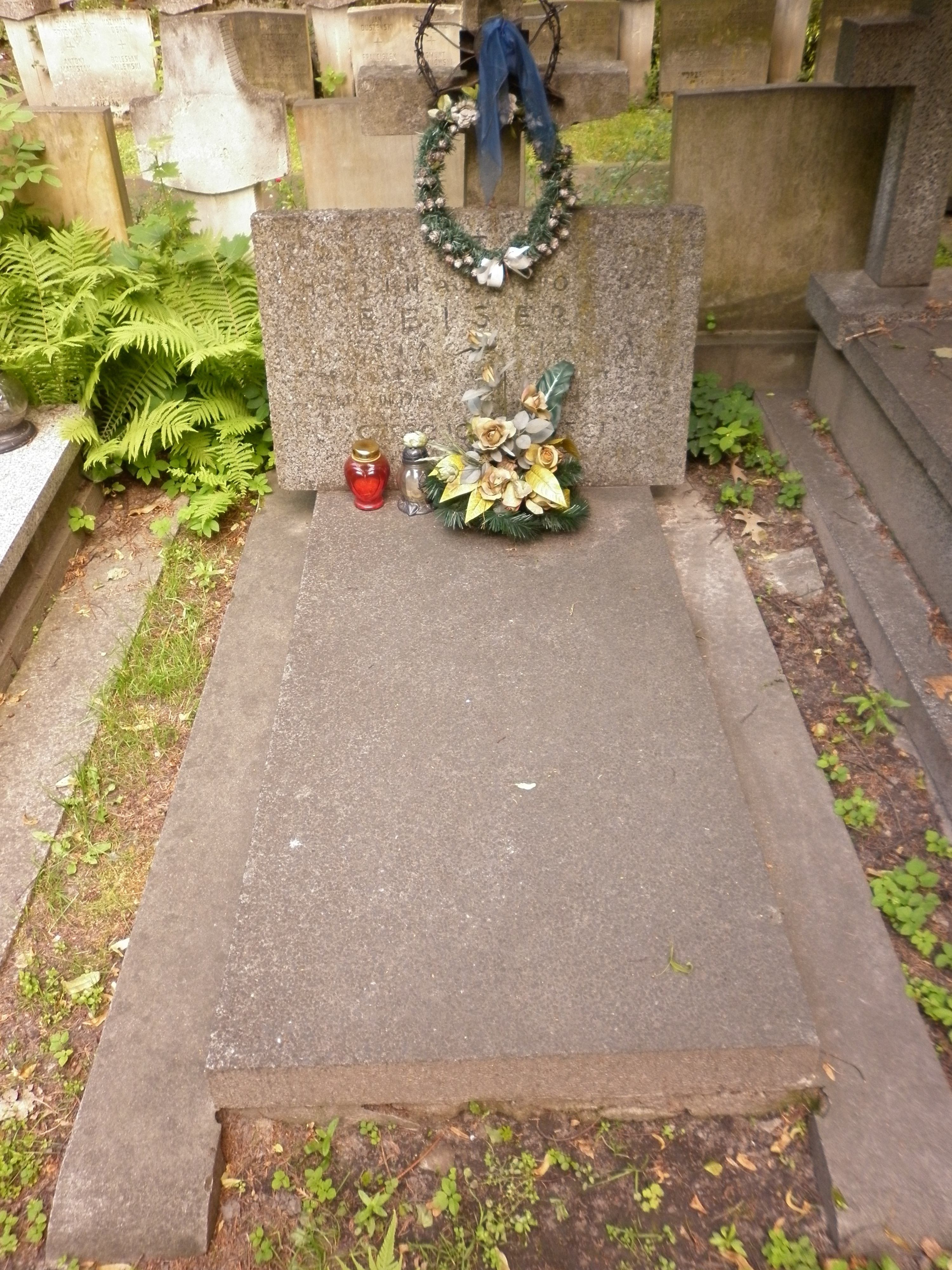
Grób Haliny i Zofii Beisnertówien

Halina Beisertówna pseudonim Kasia (ur. 8 lub 13 kwietnia 1919 w Żydówku, zm. 16 sierpnia 1944) – działaczka ruchu oporu w okresie II wojny światowej, harcerka, uczestniczka powstania warszawskiego.

## Życiorys
Urodziła się w Żydówku, córka Edmunda i Elwiry z Olszowskich (kuzynka generała Stefana Roweckiego ps. „Grot”). W latach 1933–1939 uczyła się w Gimnazjum ss. Urszulanek w Gdyni, zdając egzamin maturalny z nagrodą. Harcerka, ochotniczka z hufca szkolnego PWK w Gdyni.
Przez cały okres II wojny światowej działała w konspiracji. W 1944 r. wstąpiła do AK. Od 1941 r. była łączniczką Departamentu Informacji Delegatury Rządu na Kraj oraz członkiem zespołu redakcyjnego i sekretarzem pisma „Rzeczpospolita Polska”.
Ukrywała Żydów i członków ruchu oporu. Zatrzymała i ostrzegła niedoszłych uczestników zebrania w „spalonym” lokalu konspiracyjnym przy ulicy Księdza Skorupki w kwietniu 1944 roku. Uratowała dokumenty – w tym spis adresów – z opieczętowanego przez Gestapo lokalu powielarni przy ulicy Solec 53 i redakcji na ulicy Tamka 37.
W powstaniu warszawskim pracowała przy ulicy Stanisława Moniuszki w zespole redakcyjnym „Biuletynu Zaginionych” i sekretarzowała w „Rzeczypospolitej Polskiej”. 15 sierpnia została ciężko poparzona w wyniku ostrzału lokalu sekretariatu Departamentu Informacji (wraz z koleżanką została oblana płonącą benzyną w wyniku wybuchu tzw. „szafy”). Wg innej relacji mimo poparzeń ratowała koleżanki i dokumenty w płonącym lokalu. Zmarła następnego dnia. Na jej pogrzebie, dla uczczenia jej postawy, oddział AK oddał salwę honorową.
Pochowana wraz z młodszą siostrą Zofią  „Kama” na Cmentarzu Wojskowym na Powązkach w Warszawie (kwatera 25A-8-23). Przedstawiona pośmiertnie do odznaczenia Krzyżem Walecznych.